# Љубица Луковић (сценариста)
Љубица Луковић (Београд, 1990), је српски сценариста.

## Биографија
Љубица Луковић дипломирала је драматургију на Факултету драмских уметности у Београду. Завршила је мастер програм Serial storytelling интернационалне филмске школе - ifs у Келну. Аутор је сценарија за серију Кљун, награђену на фестивалу Canneseries у Кану, и филма Лето када сам научила да летим, адаптацију истоимене књиге Јасминке Петровић.